# Euploea biseriatella
Euploea biseriatella är en fjärilsart som beskrevs av Hans Fruhstorfer 1898. Euploea biseriatella ingår i släktet Euploea och familjen praktfjärilar. Inga underarter finns listade i Catalogue of Life.